# ORP Czajka (1935)
Pour les autres navires du même nom, voir ORP Czajka.
L'ORP Czajka était un dragueur de mines polonais de l’entre-deux-guerres et de la Seconde Guerre mondiale. De classe Jaskółka, il était classé à l’origine comme mouilleur de mines. Après la guerre, il a continué son service dans la marine, à partir de 1949 en tant que garde-côtes D-45.

## Début de service
Le Czajka est construit dans le chantier naval fluvial de Modlin. Sa quille est posée en avril 1933. Son lancement a lieu le 10 avril 1935, et le drapeau polonais est hissé pour la première fois le 10 février 1936. Il était le deuxième navire de la marine polonaise à porter le nom de Czajka. Il portait comme signe latéral son initiale, « C ».

## Seconde Guerre mondiale
Le navire a participé à la campagne de septembre 1939 en tant que navire amiral de l’escadrille des dragueurs de mines, commandé par le capitaine Aleksy Czerwiński. Le 1er septembre 1939, avec les autres dragueurs de mines de l’escadrille, il participe à repousser un raid massif de bombardiers allemands près de Hel. Le navire, avec le reste de l’escadrille, était alors stationné dans le port de Jastarnia. Les 11, 12 et 14 septembre, le navire a soutenu les positions polonaises de la Défense côtière terrestre avec ses tirs d’artillerie. Dans la nuit du 13 septembre, il a mené une opération de minage. Le 14 septembre 1939, lors du raid sur Jastarnia, le Czajka subit des dommages mineurs, après quoi il se déplaça à Hel, où le drapeau fut abaissé et l’équipage du navire rejoignit la défense terrestre.
Après la capitulation de Hel le 2 octobre 1939, le navire est capturé au port par les Allemands. Par la suite, le Czajka a été incorporé dans la marine de guerre allemande (la Kriegsmarine) sous le nom de Westerplatte. Il y sert d’abord comme dragueur de mines, puis comme navire auxiliaire. À partir d’août 1943, il sert de Torpedofangboot (repêcheur de torpille) avec la désignation de TFA 11. 

## Après-guerre
Il a survécu à la guerre et, avec trois autres anciens dragueurs de mines polonais (les ORP Mewa, ORP Żuraw et ORP Rybitwa), il est devenu membre de l’équipe de réserve du service allemand de dragueurs de mines. Ces navires ont ensuite été retrouvés par les autorités polonaises à Travemünde et récupérés. Le 25 janvier 1946, alors qu’il était encore à Travemünde, le navire a de nouveau hissé le drapeau polonais et le nom de ORP Czajka a été restauré.
Après son armement et son équipement à Kiel, le Czajka retourna le 12 mars 1946 à Gdynia avec les dragueurs de mines restants. Ils y furent incorporés dans la flottille de dragueurs de mines, formant la 1ère escadrille. À ce moment-là, le navire portait la marque latérale « CJ », plus tard changée en « CK ». À partir du 1er juin 1947, le navire est devenu une partie de la force côtière de Szczecin, où il a servi de dragueur de mines.
En juillet 1949, après la dissolution de la force côtière de Szczecin, le Czajka a été transféré à Gdynia, où il a été reclassé comme garde-côtes, renommé D-45 et incorporé dans la 2e escadrille de patrouilleurs. À cette époque, l’équipement de dragage des mines a été retiré. Après rénovation en 1952, l’armement du navire a été modifié. En 1955, le D-45 fait partie de l’escadrille de patrouilleurs et de chasse à Gdynia. En 1960, son numéro tactique a été changé en « 325 ». Il a été retiré du service en 1966 et transformé en une barge caserne non motorisée désignée BK-1. Il a été découpé à la ferraille à Gdynia en 1977.